# アンペックス
アンペックス（英語：Ampex）は、1944年に設立されたアメリカ合衆国のエレクトロニクス企業である。AMPEXはアナグラムで、創設者のAlexander M. PoniatoffからA.M.P、ExcellenceからExを採った。1944年にカリフォルニア州のサン・カルロスで設立された。

## 起源

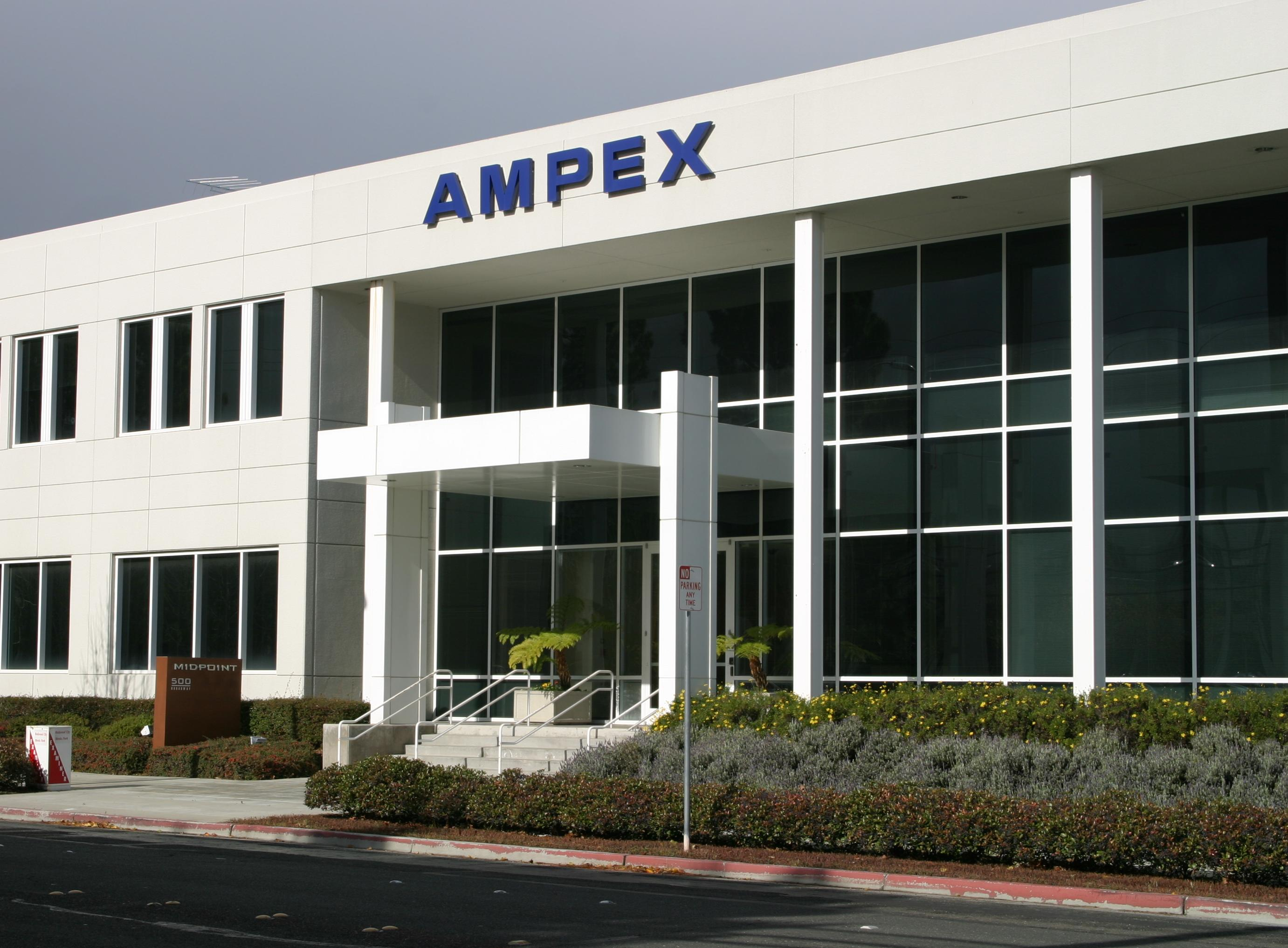
アンペックス本社

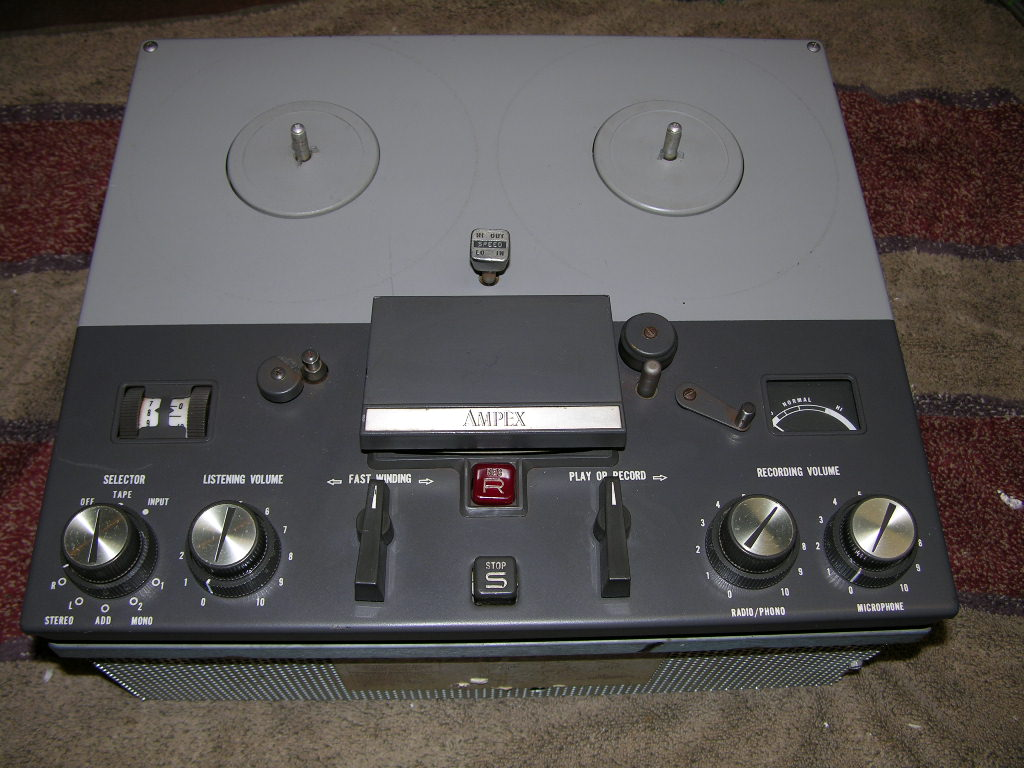
Ampex Portable Tape Recorder

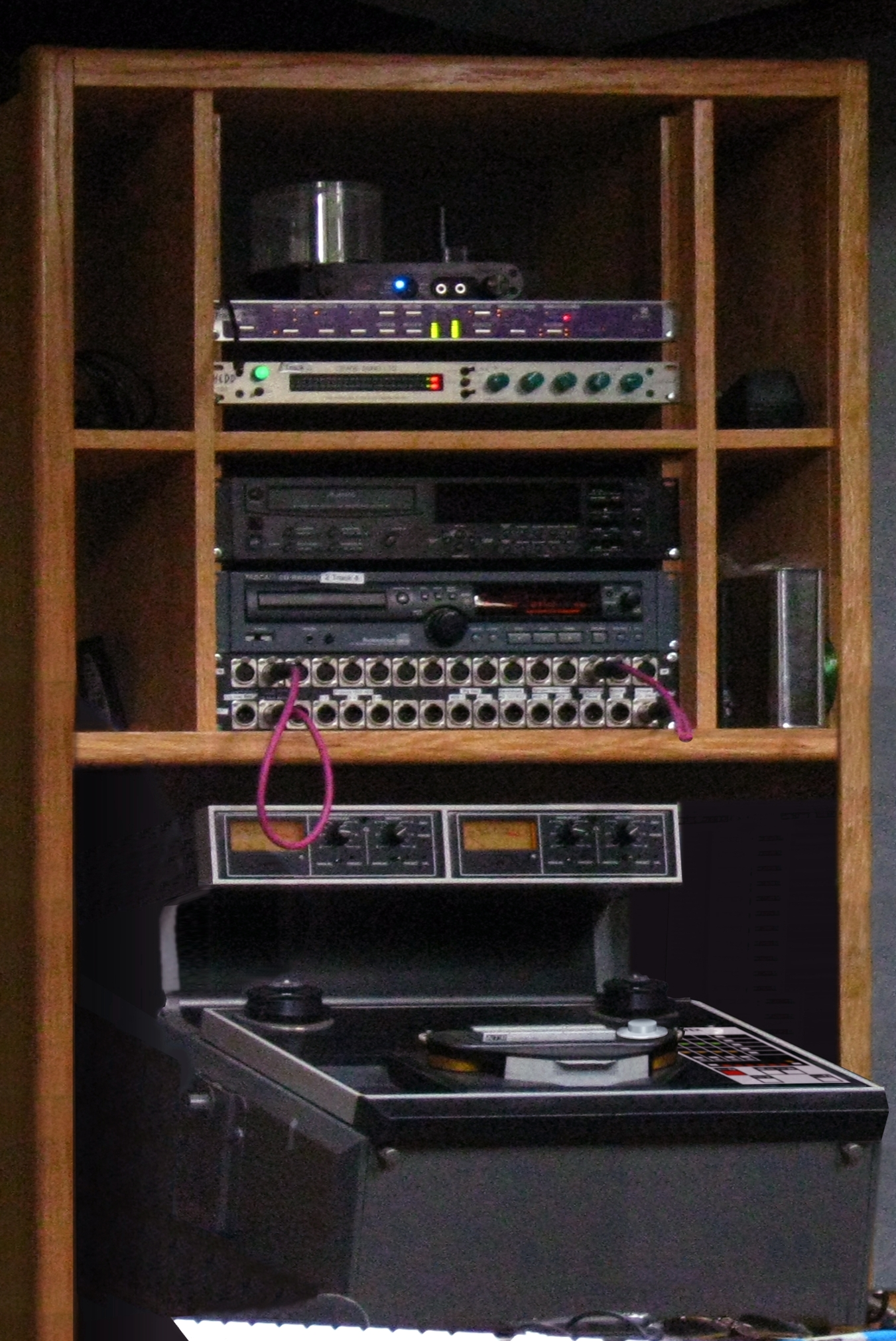
Ampex ATR-102 Tape Recorder

1947年にビング・クロスビーがアンペックスの主要な投資家になる。当時社員は6人で、クロスビーは、オーディオエンジニアのジャック・マリンが開発したプロトタイプのオープンリールテープレコーダーの商用版生産を希望する。マリンのテープレコーダーの原型は、クロスビーが第二次世界大戦終期にアメリカ陸軍通信隊に務めてドイツで得た、改良型のドイツ式マグネトフォンレコーダーであった。
当時はラジオが全盛で、クロスビーは自身の名を冠したラジオ番組を持っていたが、アメリカの東海岸と西海岸でラジオのゴールデンアワーに時差が生じ、全米向けに企画されたラジオ番組は東海岸と西海岸へ向けて時間差で2度生放送することが1940年代まで続いた。クロスビーはこのダブル生放送の負担に閉口し、1946年にNBCネットワークへショーの録音放送を依頼するが、ネットワーク側は当時の大型レコード盤録音による音声品質の劣化を理由に拒絶し、クロスビーはほぼ1年間ショーの放送を断念した。
クロスビーは1947年6月にマリンのテープレコーダーのプロトタイプを聞くと、すぐに新技術の可能性を理解し、マリンに彼のラジオ番組のテスト録音を準備するよう依頼した。テスト放送の成功後にNBCはクロスビーのショーの録音許可に同意し、アンペックス社が商用モデルをマリンのプロトタイプから開発できるように、クロスビーはすぐにマリンをチーフエンジニアに任命し、50,000ドルをアンペックスに投資した。
1952年にレスポールが開発した世界初の8トラック・テープレコーダーが発売される。

## プロフェッショナル放送用機材
1956年に2インチテープを使用するビデオテープレコーダー Ampex VRX-1000 を発表し、CBCが実用導入する。1961年にヘリカルスキャン方式を開発し、1963年にビデオの編集技術 EDITEC を発表する。1976年に放送用1インチビデオテープレコーダーを独自新規格として発表し、のちにソニーの規格と統合する。1981年にビデオ特殊効果装置ADO (Ampex Digital Optics) を発表する。放送用ビデオ機材の大手メーカーで、日本国内でもソニーに並び多くのプロフェッショナル映像編集スタジオで導入実績がある。

## テレビゲーム
世界初のテレビゲーム事業成功と関係が深い。世界で初めてテレビゲーム事業に成功したノーラン・ブッシュネル、テッド・ダブニー、ダニー・ブライアン、ブッシュネルの後輩アラン・アルコーンらはアタリ社の前に当社に勤務し、機器の研究や開発に使用したデジタル機器がビデオゲーム技術開発の一助となる。「コンピュータースペース」や「アタリ (企業)」に記述がある。

## 日本の合弁事業
- 1964年（昭和39年）に東芝と合弁で東芝アンペックス株式会社を設立し、放送局用2インチVTRのライセンス生産や、学校や企業向けの統一I型VTR生産を行った。1982年9月に業績不振で解散すると、全造船加盟の労働組合分会が組合つぶしを主張して争議となる[1]。

- 小西六写真工業と合弁で小西六アンペックスを設立し、マグナックス (Magnax ) ブランドでオーディオ用カセットテープを製造販売した。